# Axel Gabriel Theorell
Axel Gabriel Theorell, född 10 juni 1834 i Gökhems församling, Västergötland, död 2 juli 1875 på Ekskogen nära Skövde,  var en svensk fysiker och uppfinnare. Han var son till Sven Lorens Theorell. 
Theorell blev student vid Uppsala universitet 1855, filosofie doktor 1863 och docent i matematik vid Uppsala universitet samma år. Han var 1865-66 tillförordnad professor i fysik vid Teknologiska institutet.
Han konstruerade 1866 en sinnrik apparat, den självregistrerande meteorografen, som starkt underlättade insamlandet av meteorologiska iakttagelser och även kom att användas utanför Sverige. Han uppfann dessutom en mycket praktisk vindmätare och inrättade de bästa medelst elektricitet reglerade astronomiska ur m.m. År 1874 anvisade riksdagen honom ett årligt anslag för ostört skulle kunna ägna sig åt sina konstruktionsarbeten.